# Marie-Henriette Stuart
Pour les articles homonymes, voir Marie d'Angleterre et Marie Stuart (homonymie).
Titre
Princesse d’Orange
14 mars 1647 – 6 novembre 1650
(3 ans, 7 mois et 23 jours)
Marie-Henriette d’Angleterre, princesse royale anglaise de la maison Stuart, née le 4 novembre 1631 à Londres et morte le 24 décembre 1660 dans la même ville, fille du roi Charles Ier et de la reine Henriette-Marie de France, devient princesse d'Orange en 1641 par son mariage avec Guillaume II d'Orange-Nassau, petit-fils de Guillaume le Taciturne, fondateur des Provinces-Unies. 
Elle est la mère de Guillaume III d'Orange-Nassau, stathouder des Provinces-Unies (1672-1702) et roi d'Angleterre (1688-1702).

## Biographie

### Origines familiales

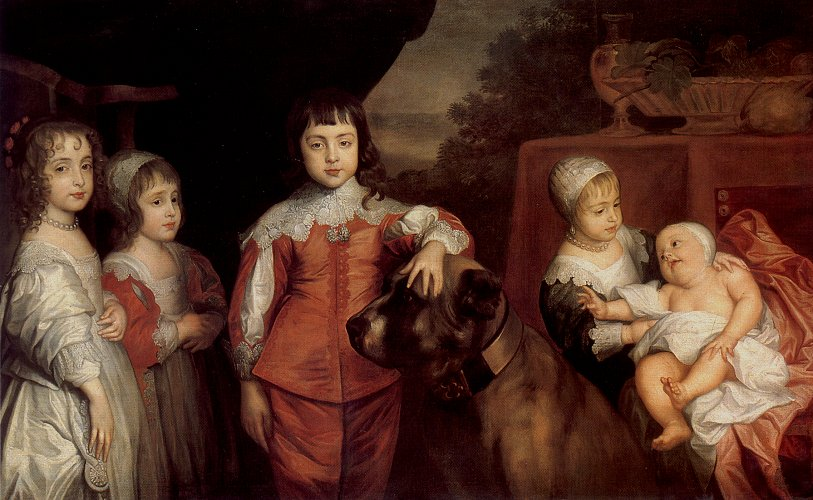
Les Cinq Enfants aînés de Charles Ier : Marie, Jacques, Charles, Elisabeth et Anne
par Antoine van Dyck, 1637
National Portrait Gallery, Londres.

Fille du roi d'Angleterre Charles Ier (1600-1649), elle est la petite-fille de Jacques Ier (1566-1625) et l'arrière-petite-fille de Marie Stuart (1582-1587), reine d'Ecosse (1542-1567) et reine de France (1559-1560), exécutée par Elisabeth Ire. Elle a deux frères : Charles (1630-1685) et Jacques (1633-1701). 
Par sa mère Henriette-Marie de France (1609-1669), elle est la petite-fille du roi de France Henri IV (1553-1610), la nièce de Louis XIII (1609-1642) et la cousine de Louis XIV (1638-1715).

### Mariage avec Guillaume II

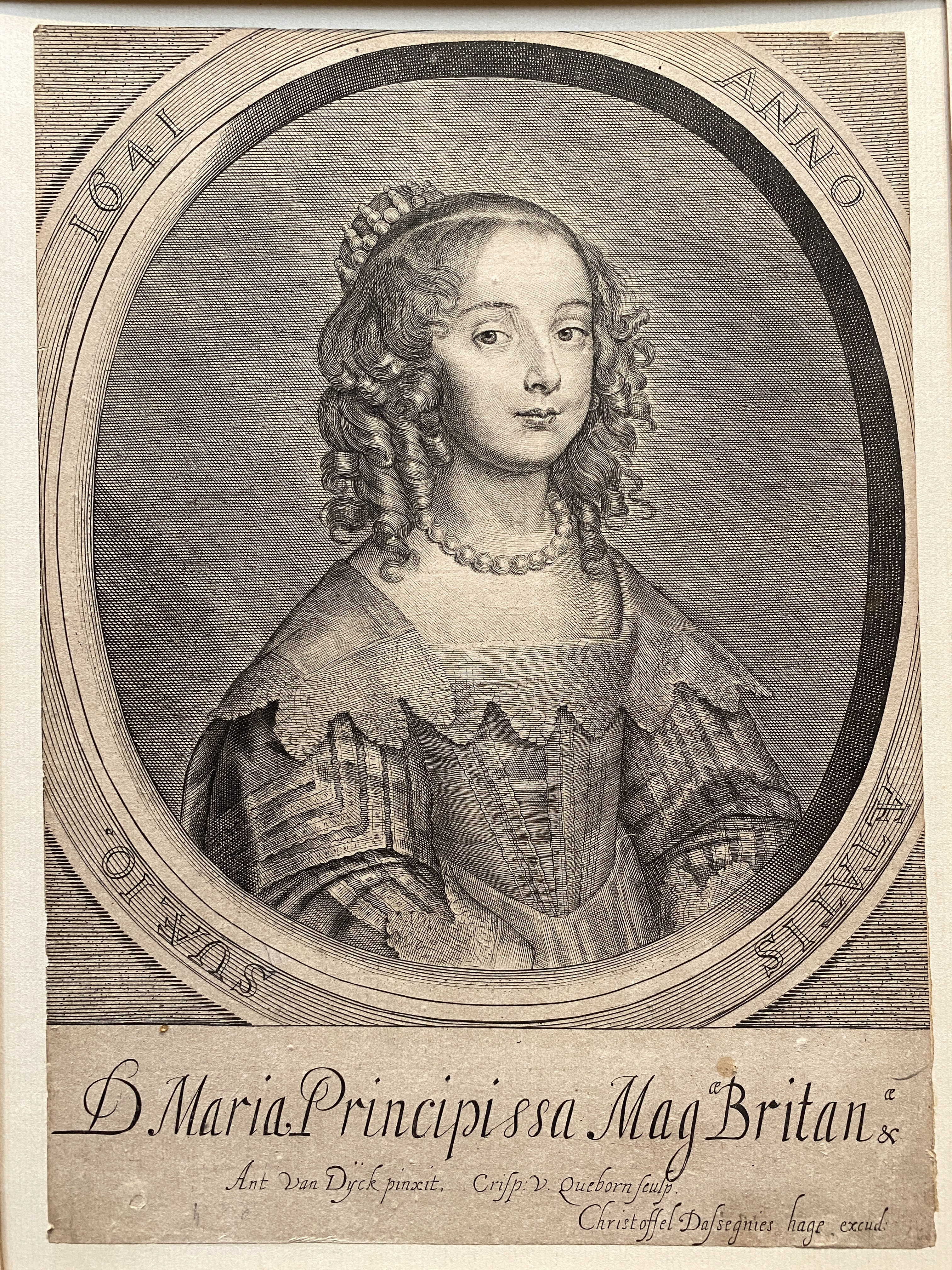
Marie-Henriette Stuart 1641 par Antoine van Dyck pinxit / Crispin Van Queborn Sculp. / Christoffel Dassegnies hage excud. Paris Musées Paris musées

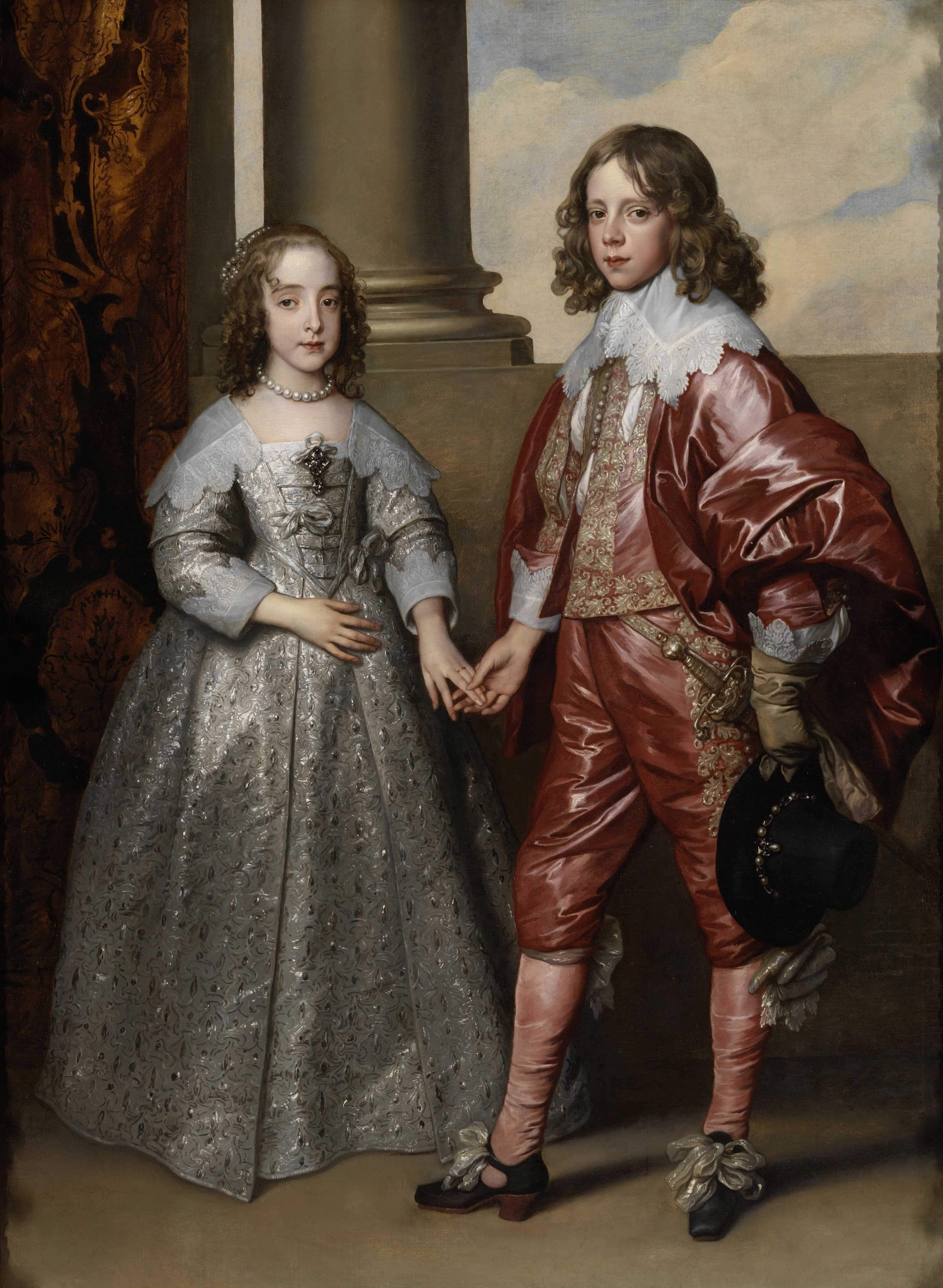
Le Prince Guillaume d'Orange (14 ans) et
son épouse Marie Stuart (10 ans)
par Antoine van Dyck, 1641
Rijksmuseum, Amsterdam.

Elle quitte l'Angleterre pour les Provinces-Unies en 1642, mais ne fait son apparition officielle qu'en 1644. Le mariage est consommé quelques années plus tard.

### Les années 1647-1649

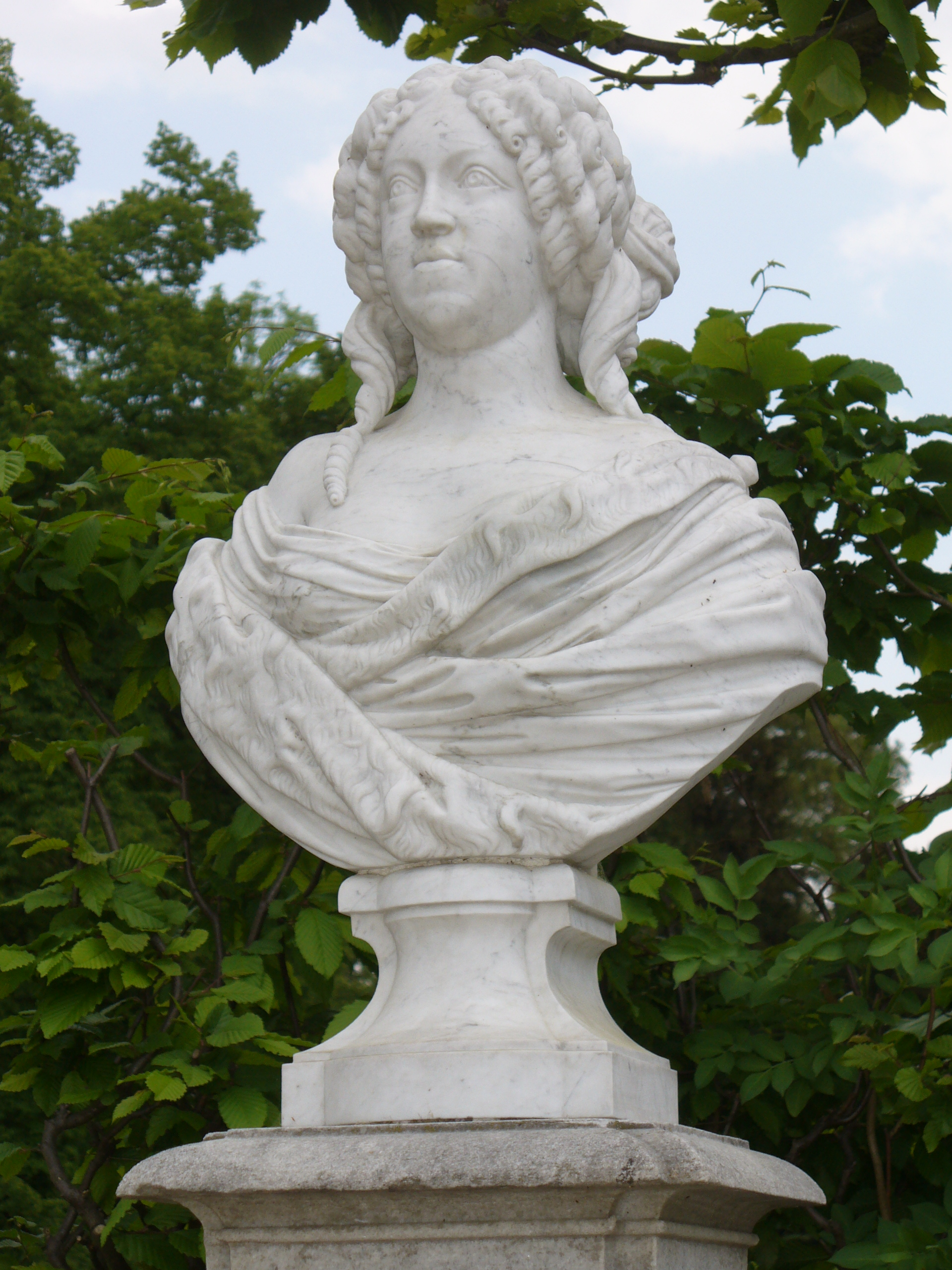
Buste de Marie Henriette Stuart à Sanssouci par François Dieussart.

En 1647, à la mort de son père Frédéric-Henri d'Orange-Nassau, Guillaume II est nommé à sa place stathouder de Hollande, de Zélande, d'Utrecht, de Gueldre, d'Overijssel, de Drenthe et de Groningue, c'est-à-dire chef des forces armées des sept provinces formant la république des Provinces-Unies. 
En 1648, le traité de Münster met fin à la guerre de Quatre-Vingts Ans : le roi d'Espagne Philippe IV reconnait la république des Provinces-Unies, issue en 1581 de l'insurrection lancée par Guillaume le Taciturne en 1568 contre son grand-père Philippe II.
En 1649, Charles Ier est exécuté à Londres par le Parlement de la révolution anglaise, commencée en 1641 et dirigée par Olivier Cromwell. L'Angleterre devient (pour onze ans) une république.

### Veuve de Guillaume II (1650-1660)
En novembre 1650, Guillaume II d'Orange meurt de maladie et Marie-Henriette met quelques jours plus tard au monde son fils unique, Guillaume III d'Orange. Elle doit partager la tutelle de son fils avec sa belle-mère Amélie de Solms-Braunfels et son beau-frère Frédéric-Guillaume Ier de Brandebourg.
Ayant des difficultés à gérer la principauté d'Orange, elle fait appel à Louis XIV, qui envoie des troupes occuper la principauté.
Elle accorde l'asile à ses frères le prince de Galles et le duc d'York, ce qui accroît son impopularité.

### Mort et funérailles
Après la restauration des Stuart, elle se rend en Angleterre où elle meurt de la variole à l'âge de 29 ans.